# 沙利文縣 (賓夕法尼亞州)
沙利文縣（英語：Sullivan County）是美国宾夕法尼亚州東北部的一個縣，面積1,172平方公里。根據2020年美國人口普查，共有人口5,840人。縣治拉波特。該縣成立於1847年3月15日，縣名紀念美國獨立戰爭英雄約翰·沙利文少將。